# Hellissandur
Hellissandur – miejscowość w zachodniej części Islandii na półwyspie Snæfellsnes, w jego północno-zachodniej części. Położona jest 3 km na zachód od miejscowości Rif oraz 9 km na zachód od Ólafsvík. Wchodzi w skład gminy Snæfellsbær (region Vesturland). W 2018 liczyła 365 mieszkańców.
Wieś jest ważnym ośrodkiem rybołówstwa. W ostatnich latach zyskała na znaczeniu pod względem turystycznym. We wsi znajduje się muzeum morskie, którego dach jest pokryty darnią. Muzeum posiada takie eksponaty jak silniki okrętowe, czy najstarsza islandzka łódź wiosłowa z 1826 roku.
W pobliżu wsi znajduje się lodowiec Snæfellsjökull. Na obrzeżach miejscowości znajduje się północne wejście do Parku Narodowego Snæfellsjökull, który obejmuje zachodnią i południową część lodowca.